# Claire Corlett
Claire Margaret Corlett (ur. 9 lipca 1999) – kanadyjska aktorka i wokalistka.
Stała się rozpoznawalna jako aktorka głosowa, m.in. jako Sweetie Belle w serialu My Little Pony: Przyjaźń to magia.

## Filmografia (wybór)
Źródło:
- Dinopociąg – Tiny
- Bob Budowniczy – Dizzy
- My Little Pony: Przyjaźń to magia – Sweetie Belle
- My Little Pony: Equestria Girls – Sweetie Belle
- My Little Pony: Pony Life – Sweetie Belle
- Chip and Potato – Roxy Rhino